# Spring Training

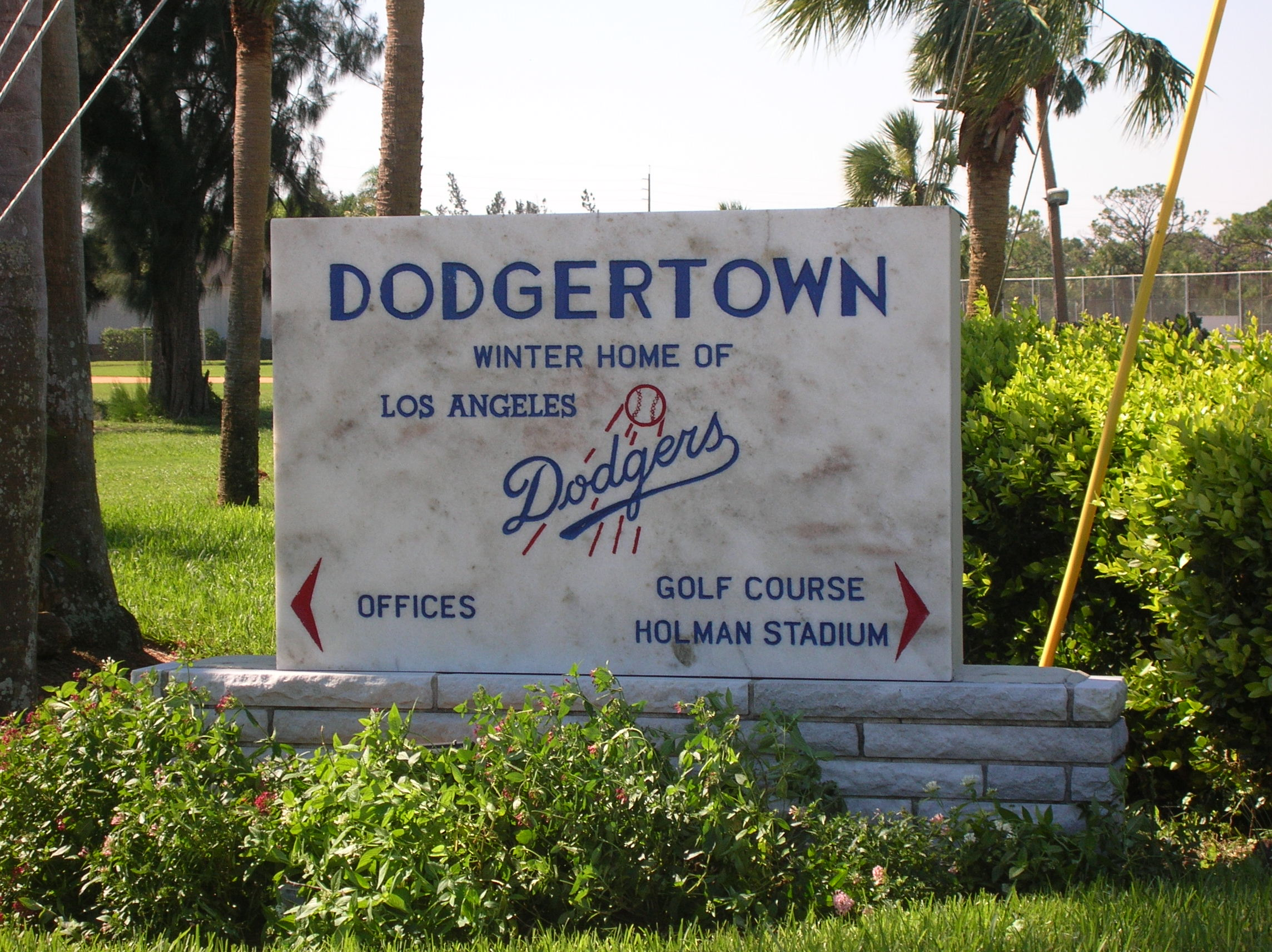
An der Einfahrt zur Dodgertown in Vero Beach – dem Wintertrainingsquartier der Los Angeles Dodgers

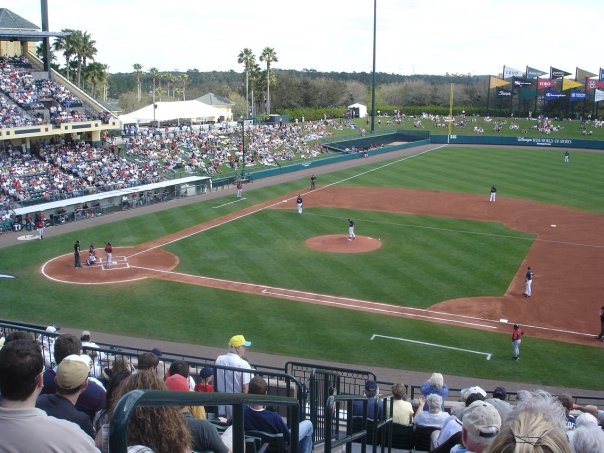
Die Atlanta Braves spielen gegen die New York Mets im Frühjahr 2008

Das Spring Training ist die Saisonvorbereitung in Baseball-Profiligen.

## Major League Baseball
Das Spring Training wird für die Major League Baseball und die Minor Leagues durchgeführt. Nach dem Saisonabschluss im September, der World Series im Oktober und einer drei- bis viermonatigen Winterpause ziehen die Clubs ihre Spieler in Trainingscamps zusammen. Das Spring Training beginnt meistens in der ersten Februarwoche und dauert bis Ende März oder Anfang April, abhängig vom ersten Spieltag in der MLB. Die Camps liegen in den warmen Bundesstaaten Florida und Arizona. Die Mannschaften treten in Vorbereitungs- und Testspielen gegeneinander an, die Spielergebnisse werden in Ligaform dokumentiert. Die Major-League-Mannschaften spielen in der Cactus League in Arizona und in der Grapefruit League in Florida. Die in der regulären Saison vorhandene Aufteilung der Mannschaften in American League und National League ist im Spring Training verändert. Das Spring Training dient dem Formaufbau und dem Einspielen der Mannschaften. Außer den durch Transfers hinzugekommenen Spielern werden auch Spieler der Farmteams getestet. Zusätzlich zu den schon unter Vertrag stehenden Spielern erhalten freie Spieler, im Baseball als Non roster invitee Free Agents bezeichnet, die Gelegenheit, durch gute Leistungen im Spring Training sich für den auf 25 Spieler begrenzten Kader der MLB-Teams zu empfehlen. Im Laufe des Spring Trainings werden die Kader reduziert, Nachwuchsspieler werden entsprechend ihrer Leistungsstärke den Farmteams zugewiesen und Non roster invitees, also nicht der Organisation angehörende Spieler, werden freigegeben. So formt sich bis zum Eröffnungsspieltag ein Kern der Spieler, der in aller Regel die Besten des jeweiligen Franchise umfasst. Neben dem Major League Camp wird von jedem Franchise auch ein Minor League Camp durchgeführt, in das die Spieler beim Ausscheiden aus dem MLB-Camp wechseln. Von dort werden sie den AAA-, AA-, Single-A- oder anderen Nachwuchsligen zugeordnet.

### Mannschaften und Spielorte

#### Grapefruit League (Florida)
- Atlanta Braves: Champion Stadium, Lake Buena Vista in Disney World
- Boston Red Sox: City of Palms Park, Fort Myers
- Baltimore Orioles: Ed Smith Stadium, Sarasota
- Detroit Tigers: Joker Marchant Stadium, Lakeland
- Florida Marlins: Roger Dean Stadium, Jupiter
- Houston Astros: Osceola County Stadium, Kissimmee
- Minnesota Twins: Hammond Stadium, Fort Myers
- New York Mets: First Data Field, Port St. Lucie
- New York Yankees: George M. Steinbrenner Field, Tampa
- Philadelphia Phillies: Bright House Field, Clearwater
- Pittsburgh Pirates: McKechnie Field, Bradenton
- St. Louis Cardinals: Roger Dean Stadium, Jupiter
- Tampa Bay Rays: Charlotte Sports Park, Port Charlotte
- Toronto Blue Jays: Dunedin Stadium, Dunedin
- Washington Nationals: Space Coast Stadium, Viera

#### Cactus League (Arizona)
- Arizona Diamondbacks: Tucson Electric Park, Tucson
- Chicago Cubs: HoHoKam Park, Mesa
- Chicago White Sox: Camelback Ranch, Glendale
- Cincinnati Reds: Goodyear Ballpark, Goodyear
- Cleveland Indians: Goodyear Ballpark, Goodyear
- Colorado Rockies: Hi Corbett Field, Tucson
- Kansas City Royals: Surprise Stadium, Surprise
- Los Angeles Angels of Anaheim: Tempe Diablo Stadium, Tempe
- Los Angeles Dodgers: Camelback Ranch, Glendale
- Milwaukee Brewers: Maryvale Baseball Park, Phoenix
- Oakland Athletics: Phoenix Municipal Stadium, Phoenix
- San Diego Padres: Peoria Sports Complex, Peoria
- San Francisco Giants: Scottsdale Stadium, Scottsdale
- Seattle Mariners: Peoria Sports Complex, Peoria
- Texas Rangers: Surprise Stadium, Surprise

## Japanischer Profibaseball

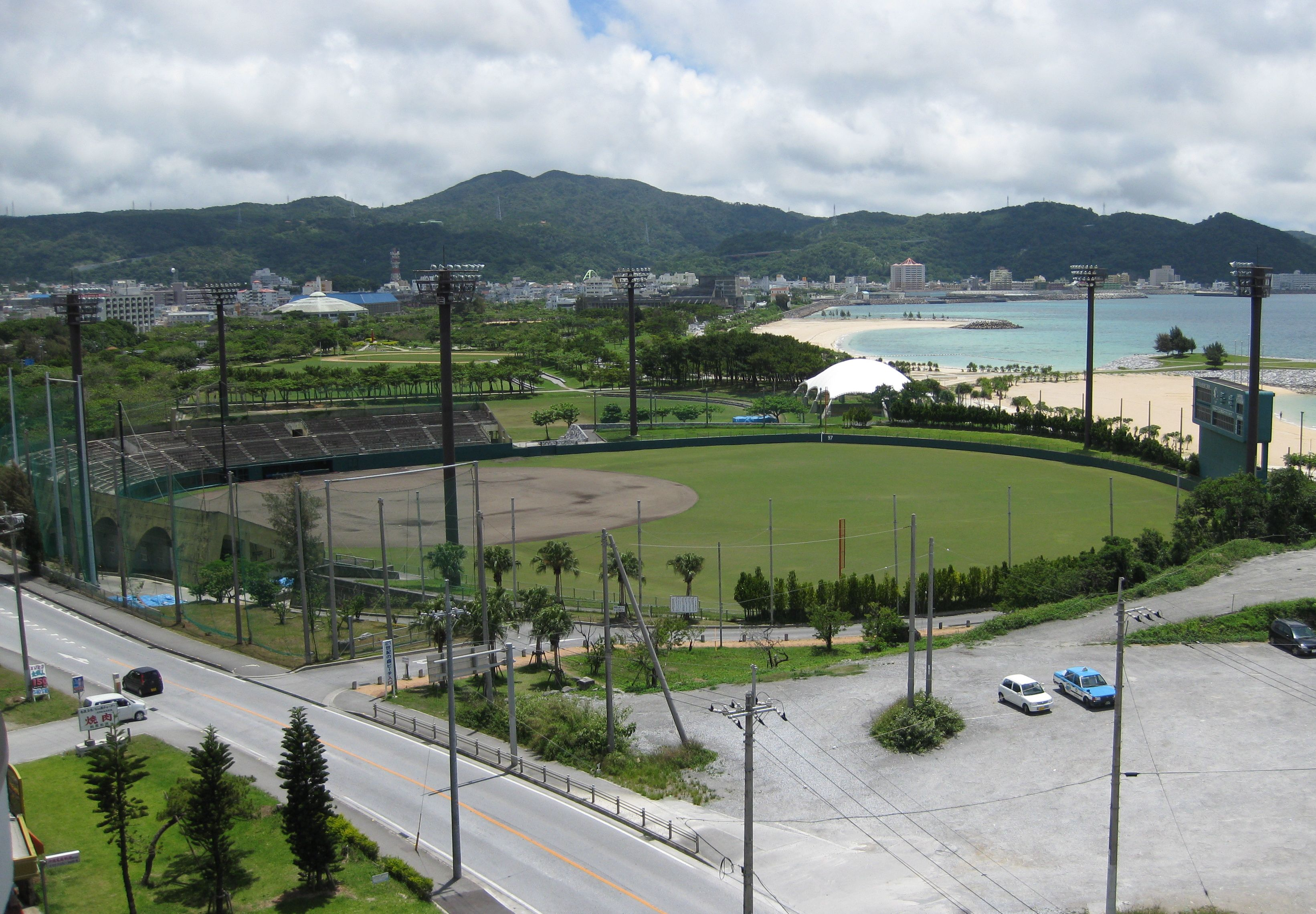
Im Städtischen Baseballstadion Nago (Nago shiei kyūjō) trainieren seit 1978 die Nippon Ham Fighters.

Nach dem Saisonabschluss im Oktober und der Nippon Series ziehen die Clubs im japanischen Profibaseball ihre Spieler in Trainingscamps, den „Herbstcamps“ (秋季キャンプ, shūki kyampu), zusammen. Nach der Winterpause folgen meist im Februar die Camps für das Spring Training (春季キャンプ, shunki kyampu).
Die separaten Camps der ersten und zweiten Mannschaften – deren Zusammensetzung noch nicht der der regulären Saison entsprechen muss – der zwölf Franchises liegen heute in den warmen, südjapanischen Präfekturen Okinawa, Miyazaki, Kagoshima und Kōchi. Einige Teams nutzen in einem zweigeteilten Spring Training zwei Camps für die erste Mannschaft. Die Mannschaften treten seit 2011 im Asia Spring Baseball in internationalen Testspielen gegen Teams des koreanischen Profibaseballs an.
In früheren Jahrzehnten wurden Spring Training Camps auch in nördlicheren Präfekturen, den US-Bundesstaaten und -Territorien Arizona, Florida, Hawaii, Guam und Saipan sowie in Australien durchgeführt. Teilweise trainierten die Mannschaften dort zusammen mit Major-League-Teams; so gastierten nach der Japantour der Brooklyn Dodgers 1956 auf Einladung der Dodgers zunächst die Yomiuri Giants und später auch andere japanische Mannschaften mehrfach in Vero Beach.

### Mannschaften und Spielorte
Die Spielorte der ersten Mannschaften waren 2011:
- Fukuoka SoftBank Hawks: Miyazaki (Miyazaki)
- Saitama Seibu Lions: Nichinan (Miyazaki)
- Chiba Lotte Marines: Ishigaki (Okinawa)
- Hokkaidō Nippon Ham Fighters: Nago (Okinawa)
- Orix Buffaloes: Miyakojima (Okinawa) und Kōchi (Kōchi)
- Tōhoku Rakuten Golden Eagles: Kumejima (Okinawa)
- Chūnichi Dragons: Chatan (Okinawa)
- Hanshin Tigers: Ginoza (Okinawa) und Aki (Kōchi)
- Yomiuri Giants: Miyazaki (Miyazaki) und Naha (Okinawa)
- Tōkyō Yakult Swallows: Urasoe (Okinawa)
- Hiroshima Tōyō Carp: Okinawa (Okinawa)
- Yokohama BayStars: Ginowan (Okinawa)